# 萨勒-奥拉县
萨勒-奥拉县（德語：Saale-Orla-Kreis）是德国图林根州东南部的一个县，得名于萨勒河和奥拉河，县府施莱茨。